# DM vízibusz (Velence)
A velencei DM vagy Diretto Murano jelzésű vízibusz a Piazzale Roma (nyáron a Tronchetto) és Murano között közlekedik. A viszonylatot az ACTV üzemelteti.

## Története
A DM vízibusz a kezdetektől Murano megállóit köti össze a Piazzale Romával.
A járat előzménye a régi 5-ös család volt, ezek átalakítása után, 2000-ben jött létre. 2001-ben a megszűnt 71/72-es pár helyét is átvette.
2011-ben, a téli menetrend életbe lépésével a számozása 3-asra változott.
A DM járat története:
| Időszak     | Járat- szám | Megállók |
| ----------- | ----------- | --- |
| 1978 – 1983 | 5           | Riva degli Schiavoni – Tana – Celestia – Ospedale Civile – Fondamente Nuove – Isola San Michele – Murano (Navagrero) – Murano (Museo) – Murano (Fondamenta Venier) – Murano (Serenella) – Murano (Navagero) – Murano (Faro) – Murano (Colonna) – Isola San Michele – Fondamente Nuove – Madonna dell’Orto – San Alvise – Ponte Tre Archi – Ponte Guglie – Ferrovia – Piazzale Roma – Zattere – Santa Eufemia – Redentore – Ostello – San Giorgio Maggiore – Riva degli Schiavoni |
| 1984 – 1995 | 5           | Riva degli Schiavoni – Tana – Celestia – Ospedale Civile – Fondamente Nuove – Isola San Michele – Murano (Navagrero) – Murano (Museo) – Murano (Fondamenta Venier) – Murano (Serenella) – Murano (Navagero) – Murano (Faro) – Murano (Colonna) – Isola San Michele – Fondamente Nuove – Madonna dell’Orto – San Alvise – Ponte Tre Archi – Ponte Guglie – Ferrovia – Piazzale Roma – Zattere – Santa Eufemia – Redentore – Ostello – San Giorgio Maggiore – Riva degli Schiavoni |
| 1984 – 1995 | 5/          | Riva degli Schiavoni – Sant’Elena – Murano (Navagrero) – Murano (Museo) – Murano (Fondamenta Venier) – Murano (Serenella) – Murano (Navagero) – Murano (Faro) – Murano (Colonna) – Ponte Tre Archi – Ponte Guglie – Ferrovia – Piazzale Roma – Tronchetto A (1991-től) – Tronchetto B (1991-től) |
| 1996 – 1998 | 23          | San Zaccaria (Iolanda) – Tana – Celestia – Ospedale Civile – Fondamente Nuove – Cimitero – Murano (Navagero) – Murano (Faro) – Murano (Colonna) – Cimitero – Fondamente Nove – Ospedale Civile – Celestia – Tana – San Zaccaria (Iolanda) (Csak ebben az irányban) |
| 1996 – 1998 | 52 verde    | Lido (Santa Maria Elisabetta) – Sant’Elena – Giardini Biennale – San Zaccharia (Iolanda) – Zattere – Santa Marta – Piazzale Roma – Ferrovia (Bar Roma) – Ponte di Guglie – Ponte di Tre Archi – San Alvise – Madonna dell’Orto – Fondamente Nove – Cimitero – Murano (Colonna) – Murano (Serenella) – Murano (Fondamenta Vernier) – Murano (Museo) – Murano (Navagero) – Murano (Faro) – Murano (Colonna) – Cimitero – Fondamente Nove – Madonna dell’Orto – San Alvise – Ponte di Tre Archi – Ponte di Guglie – Ferrovia (Bar Roma) – Piazzale Roma – Santa Marta – Zattere – San Zaccaria (Iolanda) – Giardini Biennale – Sant’Elena – Lido (Santa Maria Elisabetta) (Csak ebben az irányban) |
| 1996 – 1998 | 52 viola    | Piazzale Roma (Santa Chiara) – Sacca Fisola – Sant’Eufemia – Zitelle – San Zaccaria (Iolanda) – Tana – Celestia – Ospedale Civile – Fondamente Nove – Cimitero – Murano (Colonna) – Murano (Serenella) – Murano (Fondamenta Vernier) – Murano (Museo) – Murano (Navagero) – Murano (Faro) – Murano (Colonna) – Fondamente Nove – Ospedale Civile – Celstia – Tana – San Zaccaria (Iolanda) – Zitelle – Sant’Eufemia – Sacca Fisola – Piazzale Roma (Santa Chiara) (csak ebben az irányban) |
| 1999 – 2000 | 71          | San Zaccaria (Jolanda) – Murano (Navagero) – Murano (Museo) – Murano (Fondamente Venier) – Murano (Serenella) – Murano (Colonna) – Piazzale Roma (Santa Chiara) – Tronchetto (Csak ebben az irányban) |
| 1999 – 2000 | 72          | Tronchetto – Piazzale Roma (Santa Chiara) – Murano (Colonna) – Murano (Serenella) – Murano (Fondamente Venier) – Murano (Museo) – Murano (Navagero) – San Zaccaria (Jolanda) (Csak ebben az irányban) |
| 2001        | 71          | San Zaccaria (Jolanda) – Murano (Navagero) – Murano (Museo) – Murano (Fondamente Venier) – Murano (Serenella) – Murano (Colonna) – Piazzale Roma (Santa Chiara) – Tronchetto (Csak ebben az irányban) |
| 2001        | 72          | Tronchetto – Piazzale Roma (Santa Chiara) – Murano (Colonna) – Murano (Serenella) – Murano (Fondamente Venier) – Murano (Museo) – Murano (Navagero) – San Zaccaria (Jolanda) (Csak ebben az irányban) |
| 2001        | DM          | Tronchetto – Piazzale Roma (Scomenzera) – Ferrovia (Bar Roma) – Murano (Colonna) – Murano (Faro) – Murano (Navagero) – Murano (Museo) – Murano (Fondamente Venier) – Murano (Serenella) – Murano (Colonna) – Ferrovia (Santa Lucia) – Piazzale Roma (Santa Chiara) – Tronchetto (Csak ebben az irányban) |
| 2001 – 2011 | DM          | Tronchetto – Piazzale Roma (Scomenzera) – Ferrovia (Bar Roma) – Murano (Colonna) – Murano (Faro) – Murano (Navagero) – Murano (Museo) – Murano (Fondamente Venier) – Murano (Serenella) – Murano (Colonna) – Ferrovia (Santa Lucia) – Piazzale Roma (Santa Chiara) – Tronchetto (Csak ebben az irányban) |

## Megállóhelyei
| sz. | idő (perc) nyáron | idő (perc) télen | megállóhely neve             | látnivalók                            |
| --- | ----------------- | ---------------- | ---------------------------- | ------------------------------------- |
| 0   | 0                 | -                | Tronchetto                   |                                       |
| 1   | 10                | 0                | Piazzale Roma (Scomenzera)   |                                       |
| 2   | 14                | 4                | Ferrovia (Bar Roma)          | Scalzi                                |
| 3   | 31                | 21               | Murano, Colonna              |                                       |
| 4   | 34                | 24               | Murano, Faro                 | Faro, Stazione Sperimentale del Vetro |
| 5   | 36                | 26               | Murano, Navagero             |                                       |
| 6   | 38                | 28               | Murano, Museo                | Museo Vetrario, Santa Maria e Donato  |
| 7   | 40                | 30               | Murano, Fondamenta Venier    | Santa Maria degli Angeli              |
| 8   | 42                | 32               | Murano, Serenella            |                                       |
| 9   | 45                | 35               | Murano, Colonna              |                                       |
| 10  | 63                | 53               | Ferrovia (Santa Lucia)       | Scalzi                                |
| 11  | 67                | 57               | Piazzale Roma (Santa Chiara) |                                       |
| 12  | 77                | -                | Tronchetto                   |                                       |

## Megjegyzés
Délután 15.00 óra után a járat fordított sorrendben érinti a muranói megállókat!
A téli menetrend szerint a Piazzale Roma megállóhelytől indul.